# Глухарево (Амурская область)
Глухарево — упразднённый железнодорожный блокпост в Сковородинском районе Амурской области России. Исключен из учётных данных в 1977 году.

## География
Железнодорожный блокпост располагался у одноимённой блокпоста на линии Могоча — Сковородино Забайкальской железной дороги, на расстоянии примерно 6 километров (по прямой) к востоку от станции Большая Омутная.

## История
Решением Амурского исполкома от 30 декабря 1977 года № 522, железнодорожный блокпост Глухарево исключен из учётных данных как населённый пункт служебного значения.